# Konigué
Konigué ou Koningué est une commune rurale du Mali de l'arrondissement central de Molobala, dans le cercle de Molobala et la région de Koutiala, elle a pour chef-lieu la localité de Sougoumba.

## Villages
La commune s'étend sur 5 localités relevées lors du recensement général de 2009. 
Les villages les plus peuplés sont :
- Sougoumba (7 441 habitants)
- Banesso (4 761 habitants)
- Dougan (1 869 habitants)

En 2023, la loi 2023-007 attribue à la commune 5 villages, fractions ou quartiers  :
- Sougoumba
- Gueguesso
- Gueguesso II
- Banesso
- Dougan